# Cryptodromiopsis planaria
Cryptodromiopsis planaria is een krabbensoort uit de familie van de Dromiidae. De wetenschappelijke naam van de soort is voor het eerst geldig gepubliceerd in 1981 door Dai, Yang, Song & Chen.